# Mud : Sur les rives du Mississippi
Pour les articles homonymes, voir Mud.
Pour plus de détails, voir Fiche technique et Distribution.
Mud : Sur les rives du Mississippi (Mud) est un drame américain écrit et réalisé par Jeff Nichols et sorti en 2013.
Il est présenté en compétition officielle au festival de Cannes 2012, sans toutefois remporter de prix.

## Synopsis
Ellis et Neckbone ont 14 ans. Lors d'une de leurs fréquentes escapades le long du Mississippi, ils découvrent sur une île un homme réfugié au milieu du fleuve. C'est Mud, un serpent tatoué sur le bras, un revolver et une chemise blanche porte-bonheur. 
Mud, c'est aussi un homme qui croit en l'amour dur comme fer, une croyance à laquelle Ellis a besoin de se raccrocher pour tenter d'oublier le divorce de ses parents qui se prépare.
Très vite, Mud demande aux adolescents de l'aider à réparer un bateau qui lui permettra de quitter l'île avec Juniper, la femme de sa vie qui doit le rejoindre. Difficile cependant pour les garçons de déceler le vrai du faux dans ses paroles. A-t-il tué un homme ? Est-il réellement en danger, poursuivi par des chasseurs de primes ? Et que va faire Juniper pour retrouver Mud ?

## Fiche technique
- Titre original : Mud
- Titre français : Mud : Sur les rives du Mississippi
- Réalisation : Jeff Nichols
- Scénario : Jeff Nichols
- Direction artistique : Richard A. Wright
- Décors : Elliott Glick
- Costumes : Kari Perkins
- Photographie :  Adam Stone
- Son : Ethan Andrus
- Montage : Julie Monroe
- Musique : David Wingo
- Production : Lisa Maria Falcone, Sarah Green et Aaron Ryder
- Sociétés de production : Everest Entertainment et FilmNation Entertainment
- Pays d’origine : États-Unis
- Budget : 10 millions $[1]
- Langue : anglais
- Format : Couleur - 35mm - 2.35:1
- Genre : Drame
- Durée : 135 minutes[2]
- Dates de sortie :
  -  France : 26 mai 2012 (Festival de Cannes 2012) ; 1er mai 2013 (sortie nationale)
  -  États-Unis : 26 avril 2013

## Distribution
- Matthew McConaughey (VFB : Franck Dacquin) : Mud
- Tye Sheridan (VFB : Isaac Van Dessel) : Ellis
- Jacob Lofland (VFB : Hippolyte Jongen) : Neckbone
- Reese Witherspoon (VFB : Géraldine Frippiat) : Juniper
- Sarah Paulson (VFB : Marcha Van Boven) : Mary Lee
- Ray McKinnon : Senior
- Sam Shepard (VFB : Michel Gervais) : Tom Blankenship
- Michael Shannon (VFB : Mathieu Moreau) : Galen
- Paul Sparks (VFB : Bruno Buidin) : Carver
- Joe Don Baker (VFB : Patrick Descamps) : King
- Johnny Cheek : Kyle
- Bonnie Sturdivant : May Pearl
- Stuart Greer : Miller
- Clayton Carson : Pryor

Source et légende : Le doublage de ce film a été enregistré en Belgique.

## Production
Le film a été tourné à l'automne 2011 dans l'Arkansas, notamment dans la ville de Dumas.

## Accueil

### Accueil critique
Sur l'agrégateur américain Rotten Tomatoes, le film récolte 97 % d'opinions favorables pour 179 critiques. Sur Metacritic, il obtient une note moyenne de 76⁄100 pour 35 critiques.
En France, le site Allociné propose une note moyenne de 4,1⁄5 à partir de l'interprétation de critiques provenant de 26 titres de presse.

### Box-office

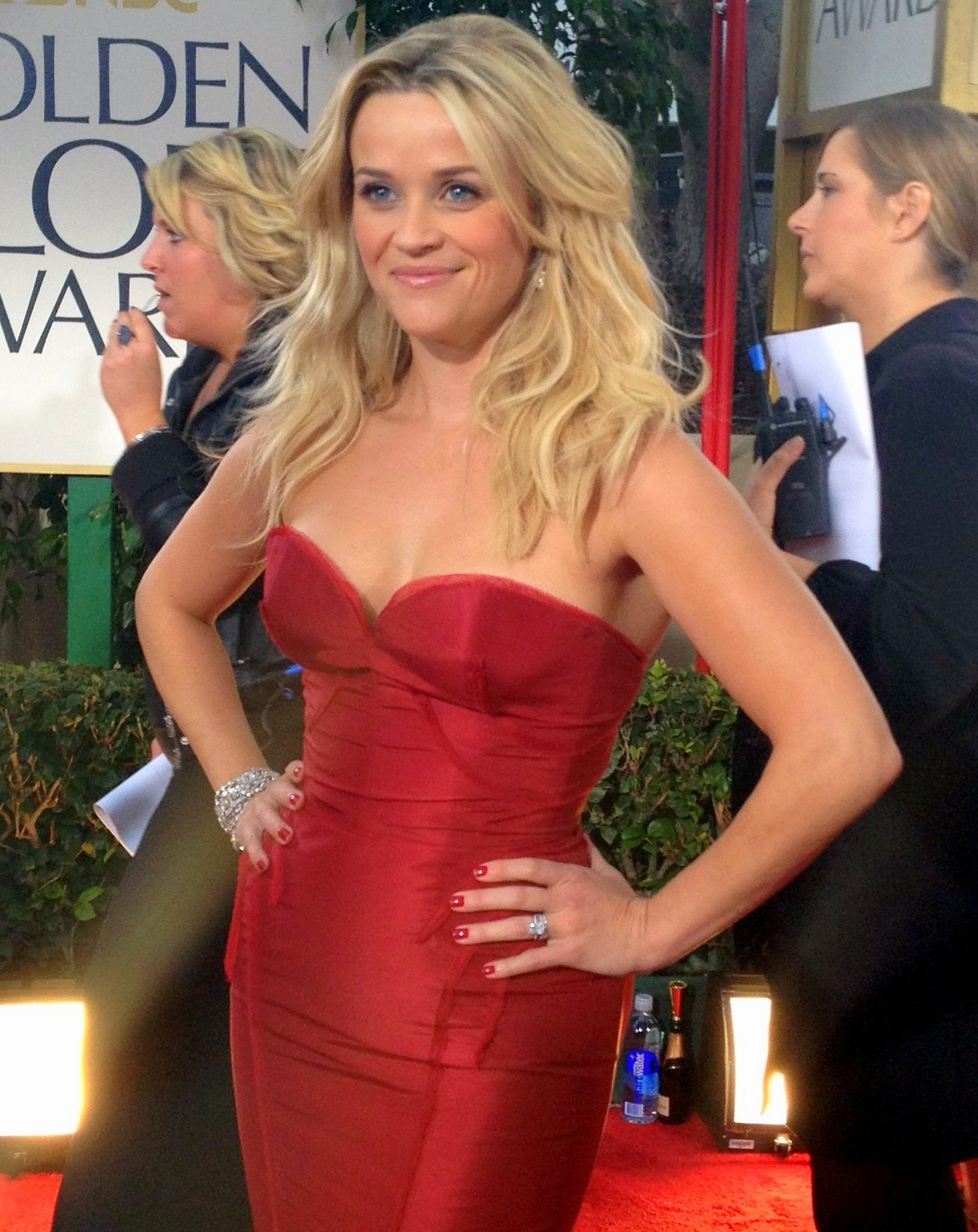
L'actrice Reese Witherspoon, aux Golden Globes 2012.

Sorti en salles aux États-Unis le 26 avril 2013 en distribution limitée sur 363 copies, Mud : Sur les rives du Mississippi  prend la 11e position des meilleures recettes le week-end de sa sortie avec 2 215 891 $, soit une moyenne de 6,104 $ par salles. Le long-métrage gagne quelques salles en second week-end (576 copies), lui permettant de monter à la 7e position du box-office, engrangeant 2 161 801 $, pour une moyenne de 3,753 $ par salles, entraînant une faible baisse des bénéfices (soit une perte de 2,4%), portant le total des recettes cumulées durant son exploitation à 5 169 699 $ . Par la suite, Mud est distribué en sortie nationale (852 copies) en troisième week-end, récoltant 2 538 599 $, soit 2,980 $ par salles, ce qui lui permet de voir une hausse des bénéfices (une hausse de 17,4%) et d'enregistrer un résultat de 8 558 578 $, mais perd une place (chutant en 8e position). En quatrième week-end, obtenant 108 salles supplémentaires (960 copies), Mud commence à obtenir une évolution des recettes en baisse. Retiré peu à peu des salles, Mud finit son exploitation en salles avec 21 590 086 $ de recettes après être resté vingt semaines à l'affiche, dont cinq dans le top 10 hebdomadaire et neuf dans le top 20 hebdomadaire.
Sorti en France sur 173 copies le 1er mai 2013, Mud démarre en 7e position du box-office, avec 193 623 entrées. Il reste dans le top 20 hebdomadaire durant les cinq semaines suivantes, connaissant une augmentation de salles (obtenant une combinaison maximale de 317 salles en sixième semaine) et une faible baisse de spectateurs (hormis en quatrième semaine), lui permettant de cumuler 601 531 entrées. Après vingt-et-une semaines restées à l'affiche, Mud finit son exploitation avec 640 050 entrées.

## Distinctions

### Récompenses
- Festival 2 cinéma de Valenciennes 2013: Prix de la critique, Prix du public, Prix d'interprétation masculine pour Tye Sheridan et Jacob Lofland
- Grand prix de l'Union de la critique de cinéma 2014
- Casting Society of America Awards 2013 : meilleure distribution
- Las Vegas Film Critics Society Awards 2013 : meilleur enfant dans un film pour Tye Sheridan
- Phoenix Film Critics Society Awards 2013 : meilleur jeune acteur pour Tye Sheridan
- Southeastern Film Critics Association Awards 2013 : Wyatt Award
- Washington D.C. Area Film Critics Association Awards 2013 : meilleur espoir pour Tye Sheridan

### Nominations et sélections
- Festival de Cannes 2012 : en compétition pour la Palme d'or.
- Festival du film de Sundance 2013 : sélection hors compétition « Spotlight ».
- Critics' Choice Movie Awards 2014 : meilleur espoir pour Tye Sheridan.
- Independent Spirit Awards 2014 :
  - meilleur réalisateur pour Jeff Nichols ;
  - prix Robert-Altman (décerné au réalisateur, au directeur du casting et à l'ensemble des acteurs).

## Autour du film
- Mud aurait pu être le premier film de Jeff Nichols. En effet, il s'agit du premier script écrit par le réalisateur alors qu'il était encore adolescent[9].
- L'origine du titre du film vient de la chanson Mr. Mudd and Mr. Gold, de Townes Van Zandt. Nichols travaillait alors sur le documentaire Be Here to Love Me (en), de Margaret Brown, consacré au chanteur et c'est à l'écoute de cette chanson qu'il est parvenu à donner vie à son personnage[9].
- Mud a inspiré l'écrivain français Nicolas Mathieu pour son livre  Leurs enfants après eux.